# 閃電十一人GO3 銀河
《閃電十一人GO3 銀河 大霹靂/超新星》由LEVEL-5推出閃電十一人GO的第三作，並將平台設置在任天堂3DS。於2013年12月5日發售。

## 劇情大綱
第三期：銀河	
時空之石事件之後，在聖光之路大賽足球場即將舉辦全新閃電日本選拔，在獲選的選手中，除了松風、劍城以及神童外，全是其他學校從沒碰過足球的新手！？他們要如何整頓球隊迎接世界的挑戰呢？

## 大霹靂版與超新星版的不同
除了可收入的原創角色不同、入手必殺密傳書也不同外，連OP與ED都不相同。
在出發前往宇宙前，候補成員總共有三十六名，其中有半數十八名會根據版本不同而有所變更。
雙板都會出現的後補有三國太一、錦龍馬、滨野海士、天城大地、霧野蘭丸、車田剛一、速水鶴正、倉間典人、狩屋正樹、影山輝、菜花黃名子、菲・魯恩、東武、圓堂守、風丸一郎太、鬼道有人、豪炎寺修也、吹雪士郎。
- 大霹靂版

1. 限定隊伍為大霹靂隊
2. 其18名候補有千宮路大和、白龍、華凡尼‧華普、壁山塀吾郎、源田幸次郎、亞風爐照美、阿爾法、貝塔、伽瑪、佐久間次郎、砂木沼治、財前塔子、宇都宮虎丸、南雲晴矢、馬克‧庫卡、費狄歐·阿德納、圓堂加農
3. 限定靈魂為獅鷲、鈎雷伽 （ゴライガ）、符雷米 （フレイミー）
4. 特有必殺技：皇家之心射門（ロイヤルハートショット）、城堡閘門（キャッスルゲート）
5. 限定角色為薩爾者斯（サージェス）
6. OP為BIGBANG!

- 超新星版

1. 限定隊伍為超新星隊
2. 其18名候補有修、南澤篤志、雨宮太陽、雪村豹牙、薩魯、伽路查‧烏盧凡、立向居勇氣、基山浩人、綠川龍二、八神玲名、不動明王、染岡龍吾、飛鷹征矢、涼野風介、一之瀨 一哉、愛德華‧帕奇納斯、洛可可・烏魯巴、帕達普・史利托
3. 限定靈魂為新星龍、卜拉琦斯 （ブラキアス）、薩拉娜佳 （サラナージャ）
4. 特有必殺技：心靈之弓（サイキックボウ）、軌道驅動（オービタルドライブ）
5. 限定角色為奧古洛斯（アクロウス）
6. OP為スパノバ！

## 用語
Football Frontier International Vision 2（簡稱FFIV2）
名義上是世界性的足球比賽，而亞洲區預賽事實上是銀河巨人盃A區預賽，除了新生閃電日本（地球十一人）隊外，其他隊伍都是由外星人組成。
新增規則
1.女性球員可參加比賽。（小知識:對中東國家來講讓女性球員參加比賽可說是禁忌。）
2.禁止使用化身、化身武裝（更別說是第二期才可以用的極限合體）
獸魂 (Souls)
亦稱為『野獸之力』（Beast Power），使用者可以暫時變成動物並使用必殺技。
已知使用者
松風天馬  (天馬)
劍城京介  (狼)
神童拓人  (孔雀)
井吹宗正  (猛獁象)
瞬木隼人 （隼）
野咲櫻  (羚羊)
九坂隆二  (灰熊)
鐵角真  (公牛)
真名部陣一郎  (蜜獾)
森村好葉  （綠狐貍）
皆帆和人  （貓頭鷹）
市川座名九郎  （獅）
伽琦爾傌·悟阿古  (多奧碼)[蜥蜴]
波瓦伊·皮綽莉  (多芳尼斯)[海豚]
琉喀爾·巴藍  (佩里奧)[龍]
剛達雷斯·巴藍(貝里奧)[龍]

銀河巨人盃
(Grand Celesta Galaxy)
為宇宙足球比賽，地點是離地球18.8萬光年。如果地球的代表隊無法勝出比賽，地球就會被毀滅。其實FFIV2亞洲預賽是大塞拉斯達銀河大賽A區預賽。
舉辦這比賽的真正原因: 在帕拉母迪特的太陽系中，一個叫法拉莫比爾斯(ファラムオービアス)的行星上人口過量，而法拉莫比爾斯也因為距離一個黑洞越來越近，很快會走向滅亡。如是者他們決定開展戰爭去爭取更多行星。銀河連邦評議會知道後，跟他們商議到一個更好的方法：安排一場宇宙足球比賽。不使用自己行星的軍事力量，而是透過行星上的居民靠自己的能力勝出比賽，優勝者可以優先選擇自己的下一個居住的行星。
銀河軌跡號 （Galaxy Nauts）
爲地球十一人用來貫穿宇宙的火車型飛船，由御台場足球園（新閃電日本的暫時住處）組成。

## FFIV2亞洲區預選賽參賽隊伍
- 日本代表 閃電日本（イナズマジャパン）
- 南韓代表 火焰神龍（ファイアトラゴン）
- 澳洲代表 轟天巨浪（ビッグウェイブス）
- 阿拉伯代表 新月彎刀（シャムシール）
- 泰國代表 馬赫猛虎（マッハタイガー）
- 革命隊伍 電阻日本（レジスタンスジャパン）
  - 黑岩流星對不動下達擊潰新生閃電日本的指示，所以在不動的招集下，組成電阻日本隊與新閃電日本對抗。
- 烏茲別克斯坦代表 風暴之狼（ストームウォフ）
  - 第18集太空船使隊伍全員露出外星人真面目。

## 銀河巨人盃參賽隊伍
- 地球十一人（アースイレブン）
- 薩納拉斯十一人（サンドリアスイレブン）
- 賽薩納拉十一人（サザナーライレブン）
- 卡頓十一人（ガードンイレブン）
- 拉托尼克十一人（ラトニークイレブン）

## 外部連結
- 閃電十一人GO3 官方網站 （页面存档备份，存于）